# Marc Gené
Marc Gené i Guerrero (Sabadell, Španjolska, 29. ožujka 1974.) je španjolski vozač automobilističkih utrka, bivši vozač Minardija i Williamsa u svjetskom prvenstvu Formule 1. Pobjednik 24 sata Le Mansa 2009., za volanom Peugeota 908 HDi FAP. Kasnije povremeno vozio u WEC prvenstvu za Audi, a od 2015. vozi za novu tvorničku momčad Nissana.

### Potpuni popis WEC rezultata
| Godina | Momčad                | Klasa  | Šasija                  | Motor                                   | 1.  | 2.    | 3.    | 4.  | 5.  | 6.  | 7.  | 8.  | Bodovi | Poredak |
| ------ | --------------------- | ------ | ----------------------- | --------------------------------------- | --- | ----- | ----- | --- | --- | --- | --- | --- | ------ | ------- |
| 2012.  | Audi Sport Team Joest | LMP1   | Audi R18 e-tron quattro | Audi TDI 3.7L Turbo V6 (Hybrid Diesel)  | SEB | SPA 1 | LMS 4 | SIL | SAO | BHR | FUJ | SHA | 49     | 11.     |
| 2013.  | Audi Sport Team Joest | LMP1   | Audi R18 e-tron quattro | Audi TDI 3.7L Turbo V6 (Hybrid Diesel)  | SIL | SPA 3 | LMS 3 | SAO | COA | FUJ | SHA | BHR | 45     | 9.      |
| 2014.  | Audi Sport Team Joest | LMP1-H | Audi R18 e-tron quattro | Audi TDI 4.0 L Turbo V6 (Hybrid Diesel) | SIL | SPA   | LMS 2 | COA | FUJ | SHA | BHR | SAO | 36     | 12.     |
| 2015.  | Nissan Motorsports    | LMP1   | Nissan GT-R LM Nismo    | Nissan VRX30A 3.0 L Turbo V6 (Hybrid)   | SIL | SPA   | LMS   | NÜR | COA | FUJ | SHA | BHR | -      | -       |